# NGC 4043
NGC 4043 este o liner situată în constelația Fecioara. A fost descoperită în 9 aprilie 1828 de către John Herschel. Se află la o distanță de 93,75 de megaparseci de Pământ.